# Poza Horyzont
Poza Horyzont - seria wydawnicza Wydawnictwa Dolnośląskiego

## Tomy wydane
- Czy Niemcom się uda? (Arnulf Baring 2000)
- Działanie. Jeśli nie panujemy nad swoim życiem, ono panuje nad nami (Jacek Kuroń 2002)
- Globalna korekta (Andrzej Zybała 2004)
- Głód ducha. Poza kapitalizm. Poszukiwanie sensu w nowoczesnym świecie (Charles Handy 1999)
- Koniec pracy. Schyłek siły roboczej na świecie i początek ery postrynkowej (Jeremy Rifkin 2001)
- Ostatnie dni Europy (Walter Laqueur 2008)
- Przyszłość kapitalizmu (Lester Thurow 1999)
- Pułapka globalizacji Atak na demokrację i dobrobyt (Harald Schumann i inni 2000)
- Słownik XXI wieku (Jacques Attali 2002)
- Turbokapitalizm (Edward Luttwak 2000)
- U kresu przyszłości (Jean Gimpel 1999)
- Wiek dostępu. Nowa kultura hiperkapitalizmu, w której płaci się za każdą chwilę życia (Jeremy Rifkin 2003)
- Zysk ponad ludzi. Neoliberalizm a ład globalny (Noam Chomsky 2000)